# Дзялынский, Игнацы

Игнацы Дзялынский (пол. Ignacy Działyński; 15 сентября 1754, Конажев недалеко от Познани — ноябрь 1797, Житомир) — польский генерал, участник восстания Костюшко.

## Биография
Представитель шляхетского рода Дзялынских герба Огоньчик. Родился в семье Калишского воеводы Августина Дзялынского и Анны Радомицкой (дочери Иоанна Антония Радомицкого). После ранней смерти отца, отчимом Игнацы стал маршал великий литовский Владислав Гуровский. Унаследовал значительные земельные наделы на Волыни и Польше.
Образование получил в школе иезуитов в Познани и Collegium Nobilium в Варшаве.
В 1784 женился на Щенсне Вороничувне.
В 1780 году стал ротмистром польской кавалерии. В конце 1788 года выкупил у генерала Александра Мыцельского должность командира 10 королевского пехотного полка, солдат которого впоследствии называли Дзялынчиками.
В 1788 году награждён орденом Св. Станислава.
Избирался депутатом Великого Сейма Речи Посполитой, где вместе с Яном Килинским был одним из лидеров "умеренной" фракции, поддерживавшей короля Станислава Августа Понятовского, польскую конституцию от 3 мая 1791 года и выступавшей за укрепление армии, освобождение буржуазии и союз с революционной Францией.
В 1791 году награждён орденом Белого орла.
Во время русско-польской войны в 1792 году участвовал в сражениях с русскими войсками у Свислочи, Зельвы (4 июля), Изабелином (5 июля), Пясками, Кременем (24 июля) и др.
В 1794 году со свои полком принял участие в Варшавском восстании. Участник сражений за Бялу, Нове Място, Хелм, Варшаву, битвы под Мацеёвицами
Он готовился к восстанию с 1793 года и продолжал противодействовать разделам Польши. После поражения восстания вёл подпольную деятельность по организации движения сопротивления на Волыни. Бежал с Волыни в Галицию, однако 5 апреля 1794 года был арестован, содержался в заключении в Житомире и Смоленске, затем был сослан в Сибирь в Берёзов, где находился в течение полутора лет, после чего был помилован преемником Екатерины II — императором Павлом I.
Вскоре после возвращения из ссылки в возрасте 43 лет внезапно умер в Житомире и похоронен на местном кладбище.